# 少女芸人トリオ ごるもあ
『少女芸人トリオ ごるもあ』（しょうじょげいにんトリオ ごるもあ）は、青稀シンによる日本の漫画作品。スクウェア・エニックスのヤングガンガン2012年16号から2013年12号までと、ウェブコミック配信サイト『ガンガンONLINE』2012年8月16日更新分から2013年6月20日更新分まで毎月第1・3週更新で連載された。

## 登場人物

### ごるもあ
ねこ
ごるもあのリーダー、ツッコミ担当。
やぎ
ごるもあのボケ担当。ゲーマー。
ひつじ
ごるもあのボケ担当。

## 単行本
1. 2012年12月19日 ISBN 978-4-7575-3840-5
2. 2013年5月25日 ISBN 978-4-7575-3972-3